# Sia (ägyptische Mythologie)
Die Gottheit Sia verkörpert in der ägyptischen Mythologie als „General von Unterägypten“ die Wesenbestandteile Verstand, Einsicht und Weisheit. Der Sitz dieser Charaktereigenschaften befand sich nach altägyptischer Vorstellung im Herz, das wiederum zur Gottheit Nehebkau gehörte.

## Darstellung
Ihre Darstellung erfolgte menschen- oder tiergestaltig. Im Amun-Tempel von Hibis findet sich eine Abbildung der Göttin mit Widderkopf. Im Alten Reich wurde Sia als göttliche Funktionärin angesehen, die rechts neben Re stand und die geweihte Papyrusrolle dieses Gottes festhielt. Im Neuen Reich erscheint Sia als hockende ibisköpfige Gottheit.

## Bedeutung
Sia steht seit den Pyramidentexten in Verbindung mit Hu, „General von Oberägypten“ und Verkörperung des Wortes. Gemeinsam mit Nehebkau stellen beide die wichtigste Schöpferkraft des Sonnengottes in Heliopolis dar. Siegfried Schott nennt Sia und Hu Hilfsgötter der Willensbildung. Zur Zeit des Mittleren Reiches verfügen alle Götter und Könige über Sia und Hu, die für die Könige des Ägyptens die Wappenpflanzen Papyrus und Lilie zusammen knoten. Beide zählen seit dem Neuen Reich mit Heka, der Zauber, Irer, das Sehen und Sedjem, das Hören, zum Kreis der vierzehn Schöpferkräfte des Sonnengottes Amun-Re.
Spätestens seit der 19. Dynastie gehören diese Schöpferkräfte in das Umfeld des Gottes Thot, als dessen Gehilfe sie angesehen werden. Eigene Kulte haben sie nicht, doch tritt Sia häufig mit anderen Göttern auf und legt Zeugnis für deren Weisheit ab.
In griechisch-römischer Zeit werden Sia und Hu in Begleitung von Thot gezeigt. Ähnlich wie bei Chons vereinigt Thot beide Götter in sich.